# Protiokupační demonstrace v roce 1969
Protiokupační demonstrace v roce 1969 byly připomínkou prvního výročí invaze vojsk Varšavské smlouvy ze srpna 1968 do Československa. Pokojná shromáždění a protesty se v různých městech po celém Československu odehrávaly od 19. do 21. srpna 1969 a byly násilně potlačovány československými pořádkovými silami. Z řad civilního obyvatelstva zemřelo pět osob ve věku od 14 do 27 let. Mnoho dalších bylo zraněno s doživotními následky. Pro společnost to znamenalo faktický konec Pražského jara, nástup normalizace a na dlouhých dvacet let poslední masový projev nesouhlasu proti nastolenému režimu.

## Předchozí události
Nespokojenost se situací po srpnové invazi byla v československé společnosti přítomná hned na podzim roku 1968 i na začátku roku 1969. Nejrůznějších druhů protestů se účastnili především mladí lidé, kteří vyjadřovali svůj nesouhlas jak s událostmi ze srpna 1968, tak s odvoláním Dubčeka a Smrkovského z vedení komunistické strany. Společnost se znovu aktivizovala po upálení Jana Palacha v lednu 1969 a Jana Zajíce o měsíc později, jejich pohřbu se účastnily statisíce lidí.
 Už od jara 1969 začaly vznikat představy o tom, jak se bude připomínat okupace ze srpna 1968. Ovšem i komunistické vedení státu se na tyto projevy nespokojenosti a případné demonstrace připravovalo již předem. Byly vydávány zákazy shromažďování a došlo k eliminaci potenciálních vůdců protestů. Začaly se rušit akce s větším počtem účastníků, které by se mohly stát demonstrací nesouhlasu s režimem. Například mistrovství světa v ledním hokeji, které se odehrálo ve dnech 15. – 30. března 1969, bylo původně přiděleno Československu. To mu však bylo po srpnové invazi pořadatelství odňato z obavy, že by se Praha mohla stát centrem protikomunistických demonstrancí. Proto byl šampionát uskutečněn ve Švédsku. Poté, co Československo porazilo na šampionátu dvakrát po sobě Sovětský svaz, došlo v centru Prahy k oslavám, při kterých byly rozbity výlohy sovětské letecké společnosti Aeroflot na Václavském náměstí. Z počátku byly tyto projevy chápány jako oslavy bronzového umístění, ale po několika dnech se objevovala vyjádření, že šlo o projev kontrarevoluce. Nicméně útok na Aeroflot byl později chápán jako jeden z důvodů k represivním opatřením proti demonstrantům. I proto existují spekulace, že tento útok byl zinscenován.
Také Mistrovství světa v dráhové cyklistice v roce 1969, které se odehrálo na brněnském Velodromu bezprostředně před srpnovým výročím, doprovázely protesty a nepokoje. Diváci nejčastěji pískali a pokřikovali na soutěžící ze Sovětského svazu a na konci mistrovství demonstrativně opouštěli hlediště.

## Průběh nepokojů

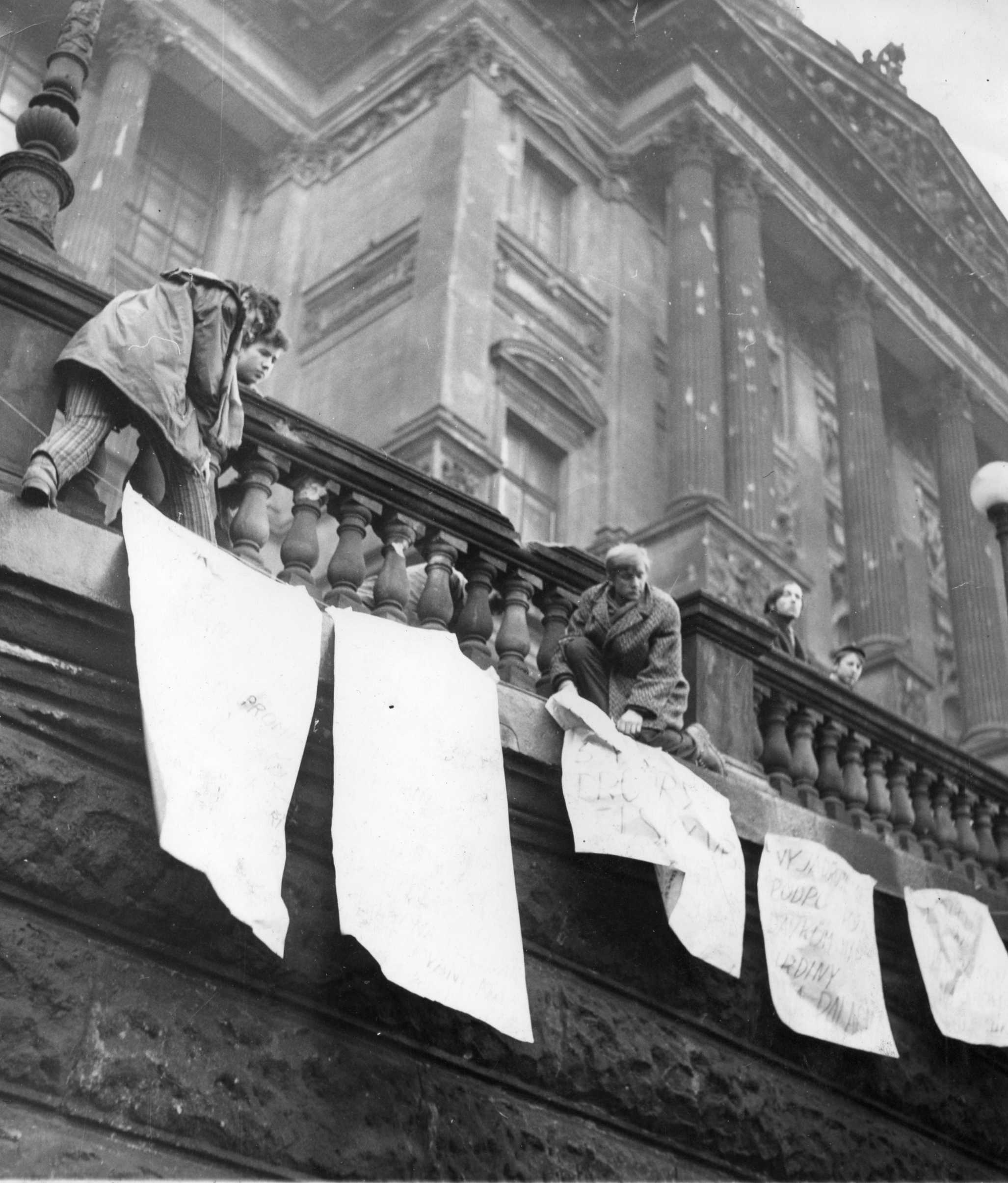
Demonstranti věší plakáty před budovu Národního muzea

Od června 1969 se začaly šířit letáky vyzývající k nenásilným formám odporu, např. k bojkotu MHD při cestě do práce, k uctění památky zemřelých ze srpna 1968, k bojkotu veškerých novin a časopisů, k omezení návštěv kin a dalším. Následovaly pokojné manifestace i bouřlivé demonstrace, které byly rozháněny pořádkovými silami. Demonstranti proto začali stavět barikády a na těchto místech docházelo ke střetům pořádkovými složkami. Proti demonstrujícím byly nasazeny i tanky. Zásahy proti demonstrantům už nevedly okupační síly, ale českoslovenští policisté, vojáci a milicionáři. Celkově bylo proti demonstrantům nasazeno na 20 tisíc vojáků, 310 tanků, 200 obrněných transportérů a 40 tisíc příslušníků milicí a 30 tisíc příslušníků Veřejné a Státní bezpečnosti. Zadrženo bylo přibližně 2500 demonstrujících. Zejména účasti vyzbrojených lidových milicí jsou dáváni za vinu zranění a mrtví na straně demonstrantů.

Největší demonstrace, při kterých zemřelo pět lidí, se odehrály v Praze na Václavském náměstí, v Brně na Moravském náměstí, náměstí Svobody, Zelném trhu a přilehlých ulicích a v Liberci. V menším rozsahu proběhly demonstrace taky v Českých Budějovicích, Ústí nad Labem, Havířově, Karlových Varech, Ostravě, Opavě, Olomouci, Jihlavě a na Vsetíně. Protesty probíhaly také v Bratislavě, Žilině nebo v Košicích, ale měly mnohem méně radikální průběh. Slovákům také více vyhovovalo nové federativní uspořádání státu. Tyto události, zejména zákrok proti protestujícím, jsou považovány za faktický počátek tzv. normalizace.

### Praha

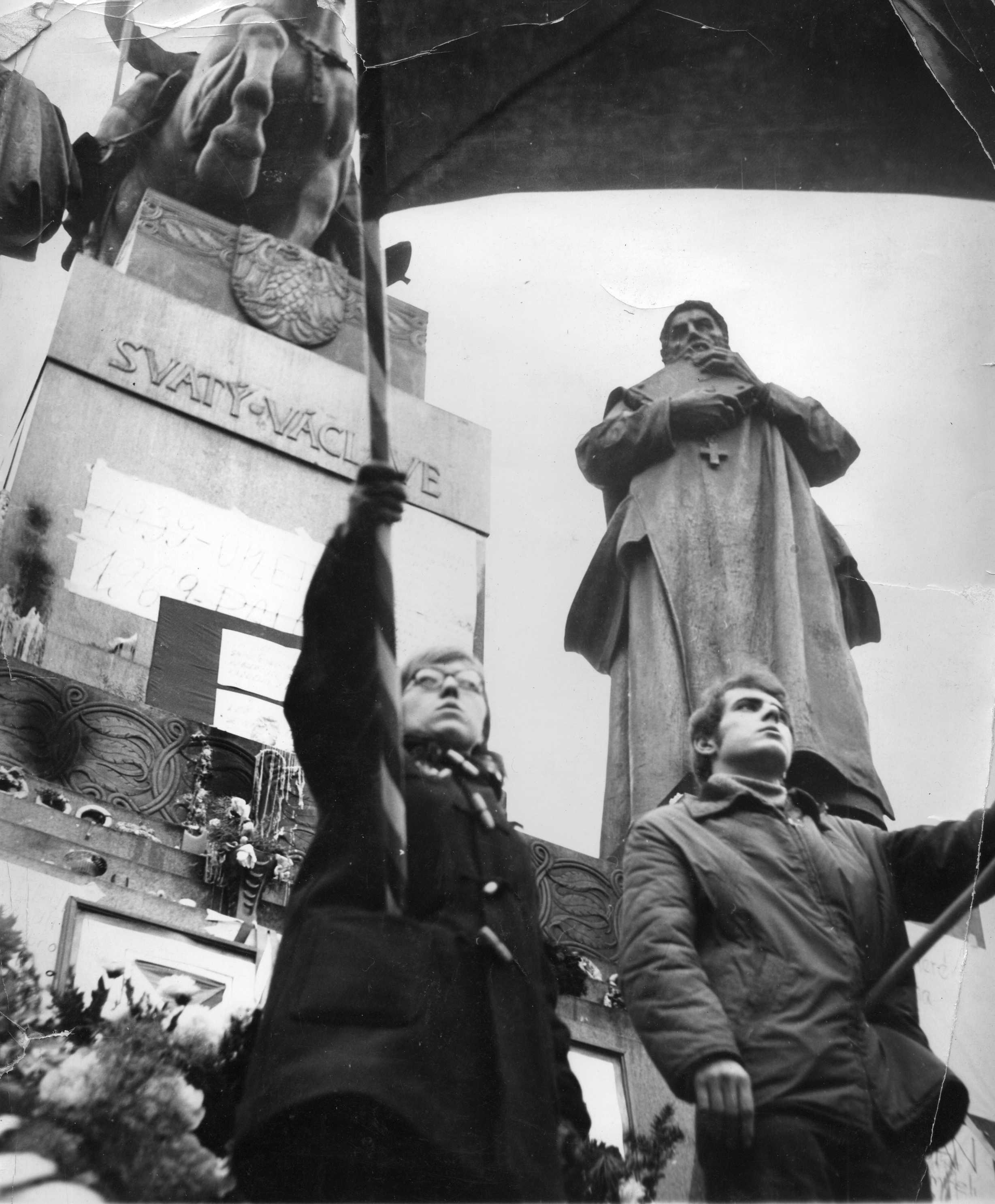
Demonstranti před sochou svatého Václava

Bezpochyby k největším demonstracím v roce 1969 došlo v Praze a to především na Václavském náměstí. Již ve večerních hodinách 18. srpna se zde začali shromažďovat protestující. U sochy sv. Václava vyvěsili plakáty s hesly "Ať žije Dubček", "21. srpen - den hanby" a podobně. Větší počet lidí přišel druhého dne odpoledne. Ve večerních hodinách se zde nacházelo přibližně 2000 lidí, které pořádkové jednotky rozháněly a 215 jich předvedly k výslechu.
Následujícího dne, tedy 20. srpna 1969, se zde shromáždilo již 5000 lidí. Síla protestů však dosáhla vrcholu až 21. srpna, v celém centru Prahy se pomalu začaly srocovat skupiny lidí, proti kterým stály obrněné vozy, vodní děla a policejní auta. Demonstranti se bránili dlažebními kostkami, železnými tyčemi a zápalnými lahvemi. Začali stavět barikády. Krizovému štábu bylo jasné, že pořádkové jednotky nemohou situaci zvládnout samy, proto dal pokyn k nasazení tankového pluku do prostoru náměstí Republiky, Tylova náměstí a náměstí Míru.
Po střetech pořádkových sil a demonstrantů zůstaly v Praze celkem tři oběti na životech. Jednalo se o Bohumila Siřínka, Vladimíra Krubu a Františka Kohouta. Je pravděpodobné, že za jejich usmrcení mohli příslušníci Lidových milicí.

### Brno
Podobně jako v Praze probíhaly i nepokoje v Brně, kde vyvrcholily 21. srpna na náměstí Svobody, Moravském náměstí a Zelném trhu. Toho dne se začali shromažďovat lidé u Beta pasáže na náměstí Svobody, aby zde uctili památku zemřelých z roku 1968, avšak houstnoucí dav byl vytlačen vodními děly. Poté byli demonstranti soustředěni do bočních ulic. Čtvrtek 21. srpna 1969 si v Brně vyžádal dvě oběti na lidských životech, jednou z nich byla osmnáctiletá Danuše Muzikářová. Druhou obětí byl dělník Stanislav Valehrach zastřelený milicionářem v ulici Orlí.
Druhý den 22. srpna 1969 se hlavní události přesunuly na Zelný trh, kde podle zpráv mělo být 12 až 15 000 osob. Zde se několik demonstrantů snažilo vytvořit symbolický katafalk pro oběti střelby z předešlého dne. Ke střetům docházelo až do pozdních večerních hodin. Další dny se už žádné větší shromáždění nekonalo, přesto zůstávaly pořádkové služby na místě až do 25. srpna. Z policejních statistik je známo 29 zraněných, což může být silně podhodnoceno, protože se lidé často nenechali ošetřit, nebo je lékaři nenahlásili, jelikož se obávali další perzekuce. Zranění si následky často nesli až do konce života.
„V pasáži Beta pustil policista psy i na těhotnou ženu, na Masarykově ulici týrali nějakého staršího pána, mačkali ho dveřmi volhy a my jsme mu nemohli nijak pomoci.(...)

Na Zelném rynku poblíž vinárny Pavilon přišel za námi jeden člověk od policie a říkal, že on sám za sebe s tím vším nesouhlasí. Za chvíli přiběhl nějaký jeho kolega, všem nám stříkl slzný plyn do očí a toho policistu odtáhl pryč. Pak jsme se s kamarádem rozhodli jít domů. Na nádraží nás chytili tři milicionáři a odvedli na služebnu nádražní policie. Tam ležel na zemi nějaký člověk, vypadal jako mrtvý. Pak se dostavil policista a ptal se, co jsme provedli. "Mají trikolory!" zněla odpověď milicionářů. Ten policista se zachoval korektně, zapsal si naše jména a pustil nás domů. Ještě než jsme odešli, zahlédli jsme, jak se ten ležící člověk zvedl ze země a začal se modlit. Milicionáři ho zmlátili tak surově, že zase upadl do bezvědomí.
Přišel jsem domů a rozplakal se. Vyšel jsem s maminkou před dům, bylo slyšet střelbu, kolem Brna bylo vojsko, transportéry tanky, které dojely z Vyškova. Nedokázal jsem pochopit, jak je možné, že naši lidé střílejí do vlastních spoluobčanů. Druhý den jsem šel zase do města a za chvíli to vypuklo znova. V ulicích Brna se zase střílelo.“
Vzpomínky T. Jambora na události srpna 1969 v Brně

### Liberec

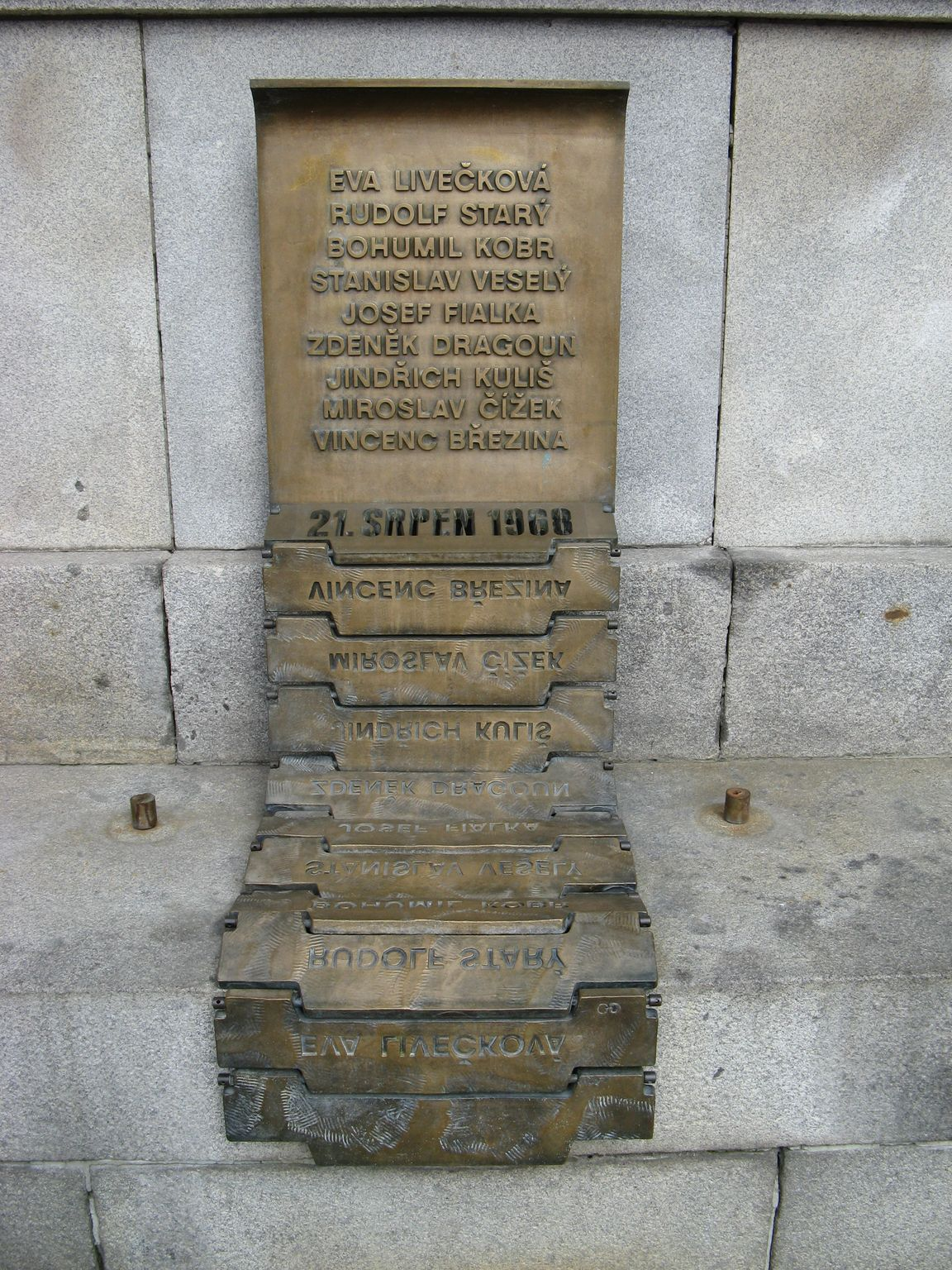
Památník obětem 21. srpna 1968 u liberecké radnice

Okresní stranické vedení komunistické strany v Liberci se již s třítýdenním předstihem tajně připravovalo na potlačení jakýchkoliv demonstrací. Nicméně protestním akcím zabránit nedokázalo. Z počátku probíhaly poklidně. Dne 20. srpna začaly vznikat malé pomníčky ze svíček a květin na náměstí Dr. E. Beneše, kde o rok dříve zemřelo při demonstracích devět lidí. Většina se večer rozešla domů, jen malé množství lidí rozháněli příslušníci SNB.
 V podobném duchu se sešlo přibližně 800 lidí i druhého dne. Množství lidí však narůstalo. Příslušníci VB je rozháněli slzným plynem, přesto bylo večer demonstrantů kolem 10 tisíc. Teprve tento zásah obrátil pokojné manifestace a vyvolal odpor demonstrantů, kteří začali stavět a zapalovat barikády. Na večer 21. srpna 1969 vojsko náměstí ohradilo svými vozy, aby sem nikdo nemohl vstoupit, a přistoupilo k rozhánění demonstrantů vodními děly, obušky a slzným plynem. Chování demonstrantů (házení kamenů, rozbití výloh, zapalování barikád) později využila dobová propaganda, aby očernila účastníky demonstrací jako chuligány a protispolečenské a protisocialistické živly a oslabila tak význam demonstrací.

## Galerie

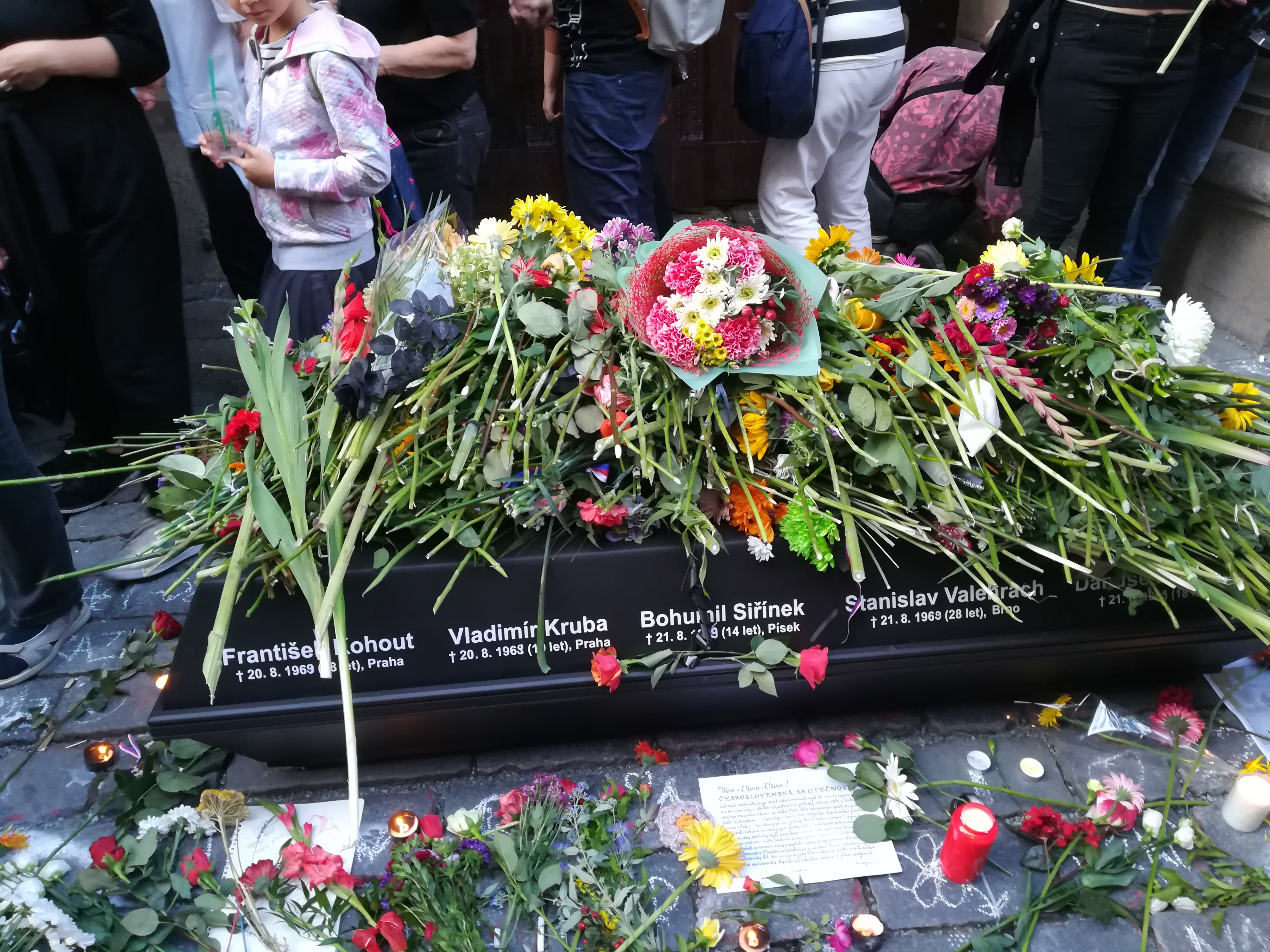
Symbolická rakev s pěti jmény pěti obětí, které byly usmrceny dne 21. srpna 1969
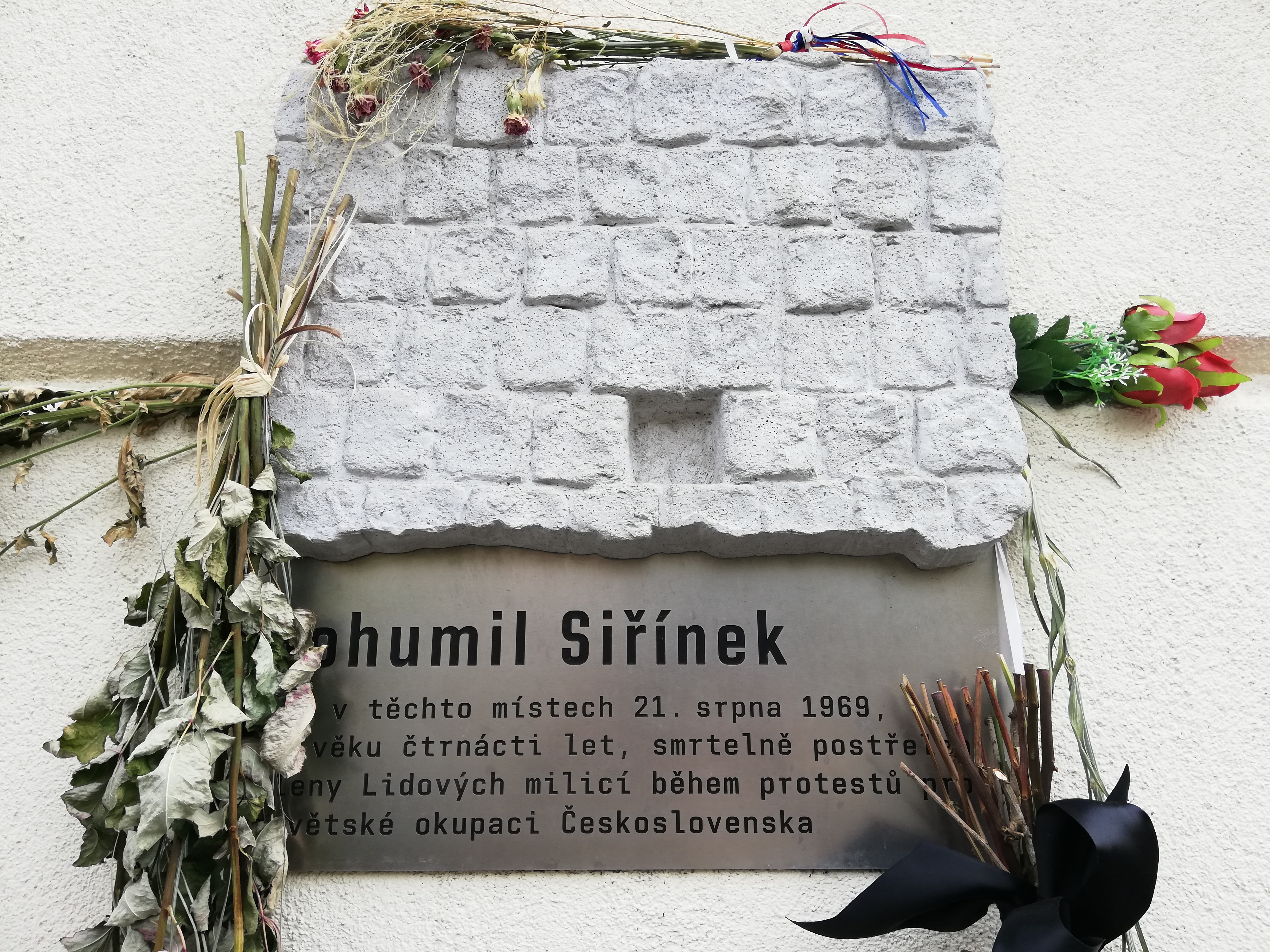
Pamětní deska umístěná na vnější zdi hotelu Beránek věnovaná Bohumilu Siřínkovi
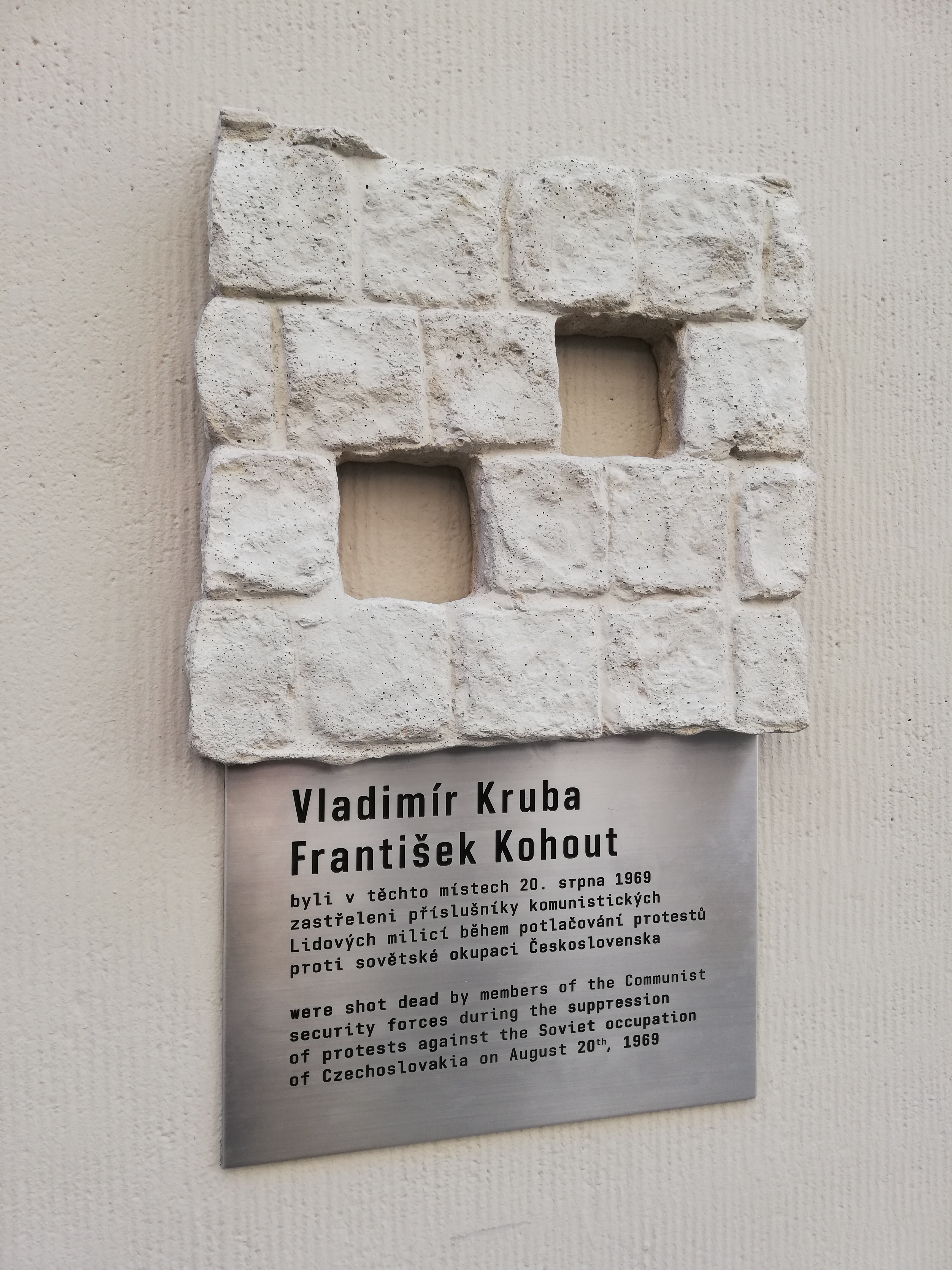
Pamětní deska věnovaná památce Vladimíra Kruby a Františka Kohouta v Praze
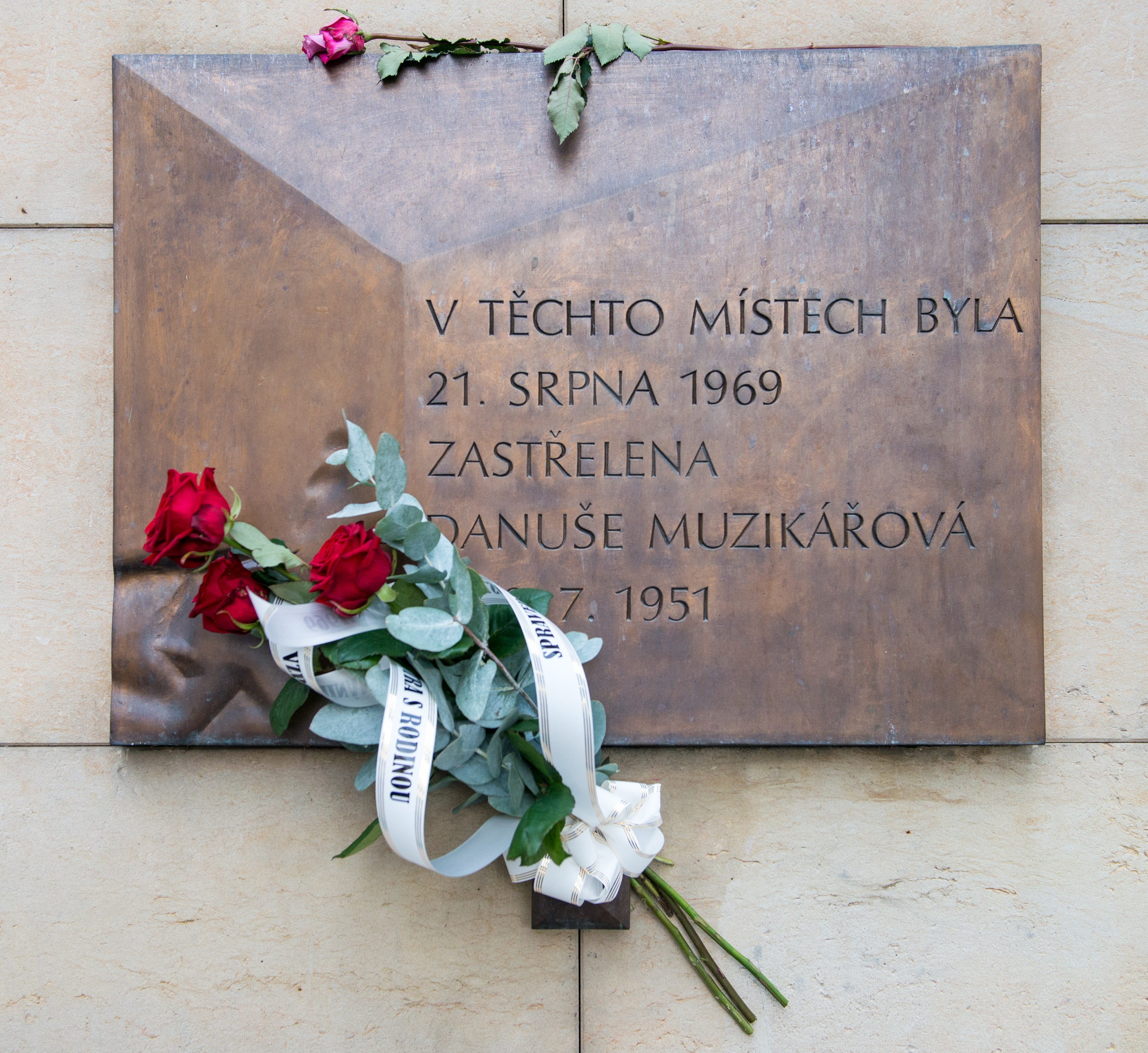
Pamětní deska Danuše Muzikářové
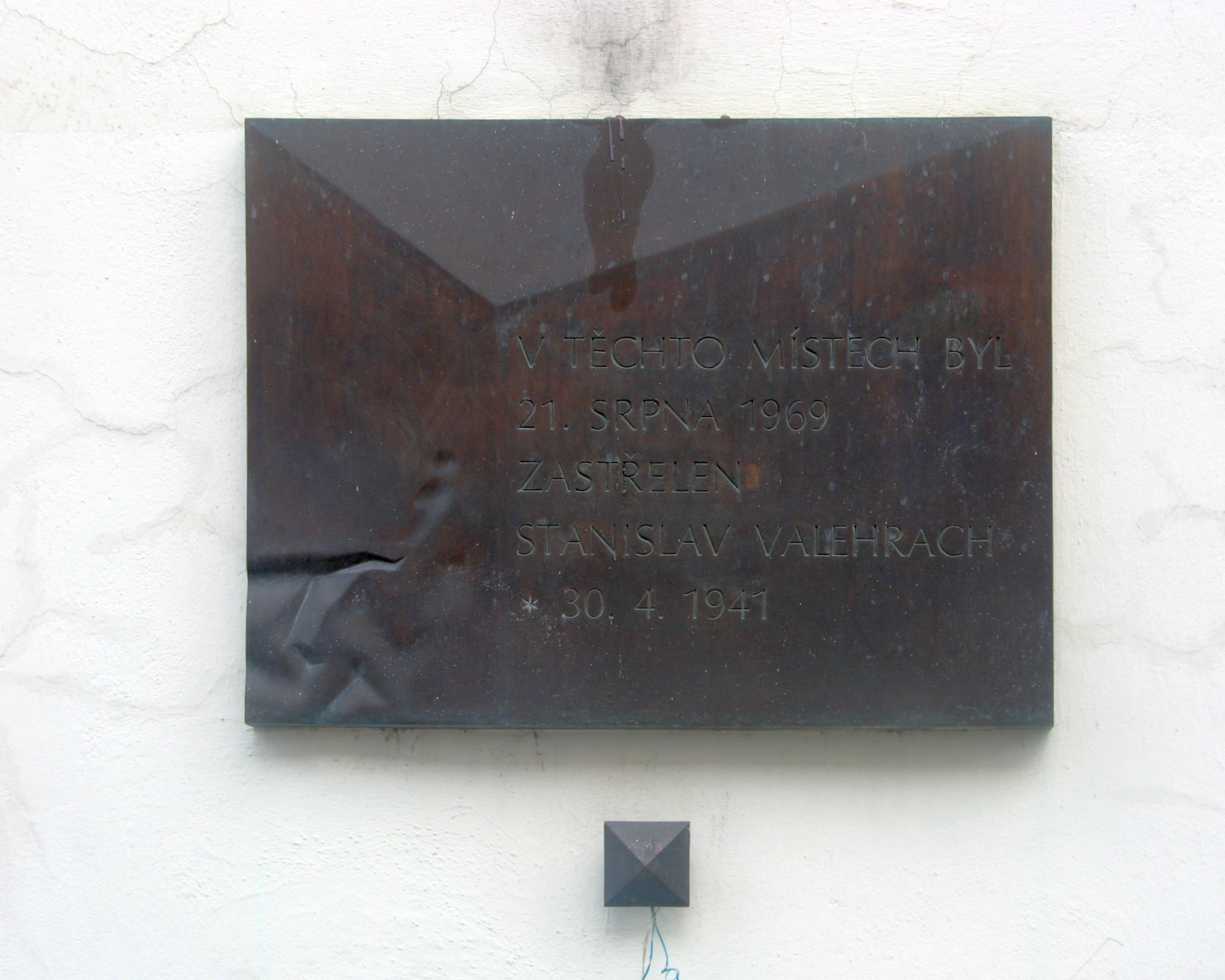
Pamětní deska Stanislava Valehracha v ulici Orlí v Brně